# Kynaschiw
Kynaschiw (ukrainisch Кинашів; russisch Кинашев Kinaschew) ist ein Dorf im Zentrum der ukrainischen Oblast Winnyzja mit etwa 3100 Einwohnern (2001).

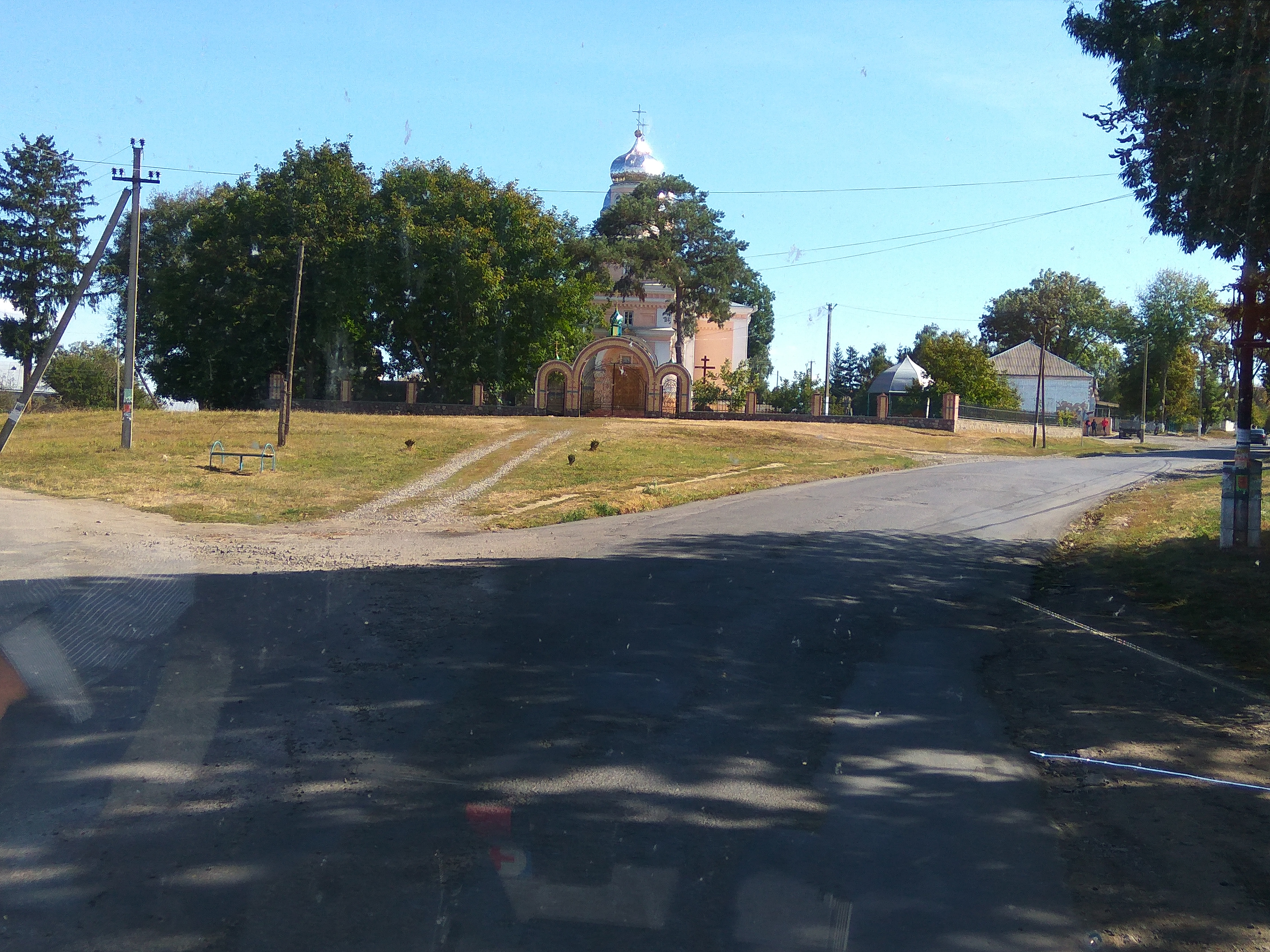
Kirche im Ort

Das 1920 gegründete Dorf liegt 85 km südöstlich vom Oblastzentrum Winnyzja am Ufer des Kinaschew (Сільниця), einem 67 km langen Nebenfluss des Südlichen Bugs, und grenzt im Westen an das Rajonzentrum Tultschyn. Durch das Dorf verlaufen die Territorialstraßen T–02–22 und T–02–37.
Am 12. Juni 2020 wurde das Dorf ein Teil der neugegründeten Stadtgemeinde Tultschyn, bis dahin bildete es zusammen mit den Dörfern Masuriwka (Мазурівка), Marussyne (Марусине) und Nesterwarka (Нестерварка) sowie den Ansiedlungen Chmelnyzke (Хмельницьке) und Kapky (Капки) die gleichnamige Landratsgemeinde Kynaschiw (Кинашівська сільська рада/Kynaschiwska silska rada) im Süden des Rajons Tultschyn.